# Cultura Edfuana
A cultura Edfuana desenvolveu-se no Alto Egito contemporaneamente à cultura halfana tendo ela sido notória pela produção de lâminas utilizando o método levallois.